# Ludwig Bach
Ludwig Bach (* 31. Dezember 1865 in Frankweiler; † 10. Mai oder 11. Mai 1912 in Marburg) war ein deutscher Ophthalmologe und Hochschullehrer.
Der Sohn eines pfälzischen Weingutbesitzers besuchte das Gymnasium zu Landau. Er studierte Medizin an der Ludwig-Maximilians-Universität München, der Friedrich-Wilhelms-Universität Berlin und der Julius-Maximilians-Universität Würzburg. Seit 1886 war er Mitglied des Corps Rhenania Würzburg. Nach dem Staatsexamen 1888 wurde er 1889 in Würzburg zum Dr. med. promoviert.
Die fachärztliche Ausbildung begann Bach 1891 am Universitätsklinikum Würzburg, wo er sich 1894 für Ophthalmologie habilitierte. In Würzburg war er von 1891 bis 1900 Assistent von Julius von Michel. Im Jahr 1900 übernahm er den Lehrstuhl für Ophthalmologie an der Philipps-Universität Marburg. Bach wurde 1903 Dekan der medizinischen Fakultät. Er wurde 1911 Geheimer Medizinalrat. Besonders widmete Bach sich der Erforschung der Innervation der Augenmuskulatur. Seine Pupillenlehre und der mit Richard Seefelder herausgegebene Atlas der Entwicklungsgeschichte des Auges sind seine bekanntesten Werke. Bach verstarb im Alter von 46 an einer akuten Urämie.